# Lethe robinsoni
Lethe robinsoni är en fjärilsart som beskrevs av Henry Maurice Pendlebury 1933. Lethe robinsoni ingår i släktet Lethe och familjen praktfjärilar. Inga underarter finns listade i Catalogue of Life.